# Colonia Lázaro Cárdenas, Almoloya de Juárez
Colonia Lázaro Cárdenas, även La Trampa, är en ort i Mexiko, tillhörande kommunen Almoloya de Juárez i den västra delen av delstaten Mexiko, i den centrala delen av landet. Orten hade 376 invånare vid folkräkningen 2010.